# Lady Godiva
Lady Godiva es un personaje de una leyenda medieval inglesa, ambientada a principios del siglo XI. Lady Godiva era una dama anglosajona, famosa por su bondad, belleza y piedad, que estuvo casada con Leofric (968-1057), conde de Chester y de Mercia y señor de Coventry.
Su nombre anglosajón, Godgifu o Godgyfu, quiere decir ‘regalo de Dios’ (gift of God) —Godiva es la versión latina del nombre—.
Esta dama, compadecida de los sufrimientos y apuros de sus vasallos, a los que su marido esquilmaba con tributos abusivos, se solidarizó con ellos. Construyó junto con su esposo, cuya buena administración es destacable, el monasterio de Coventry.

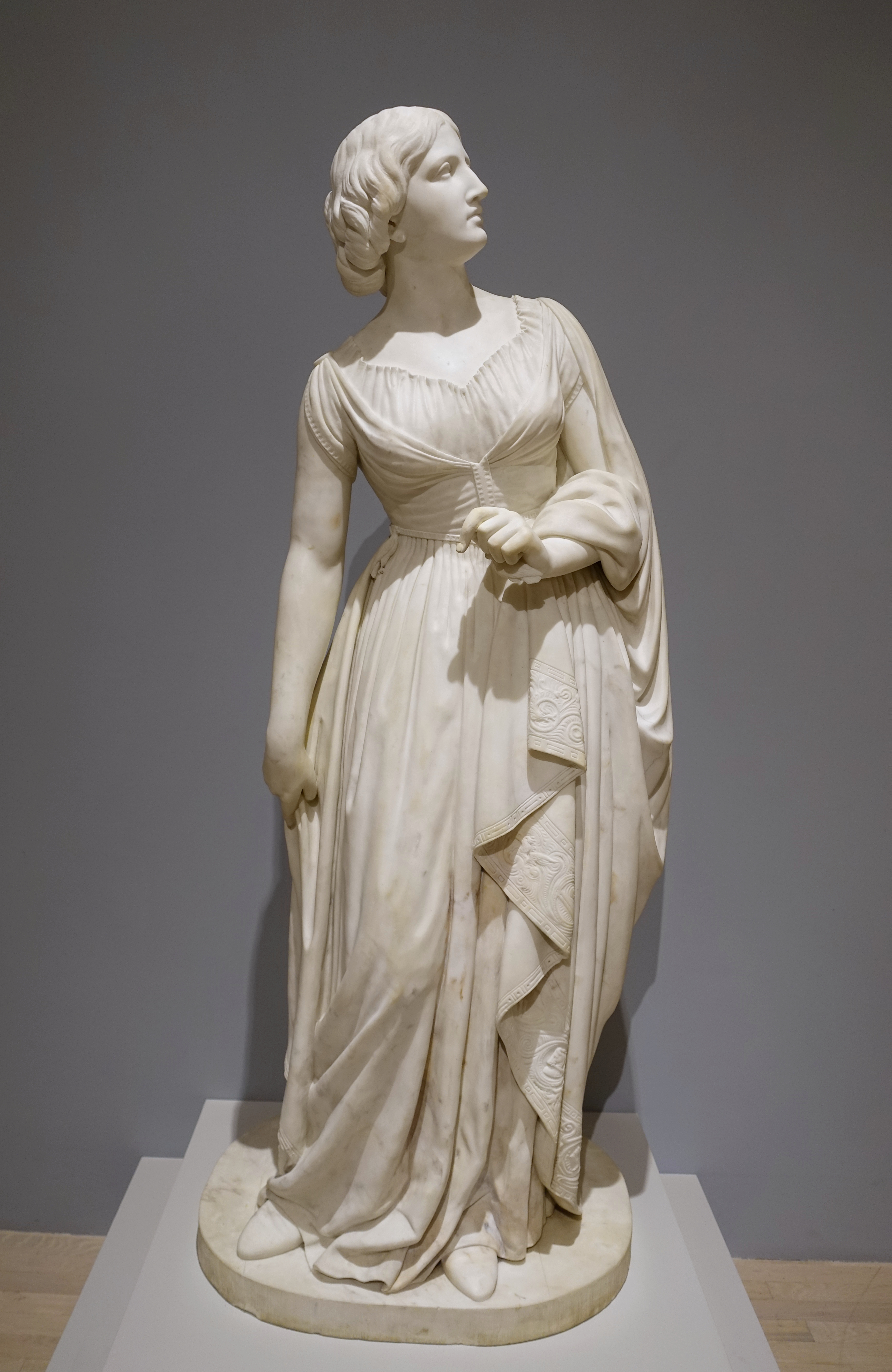
Lady Godiva (1864), escultura de Anne Whitney.

## La leyenda

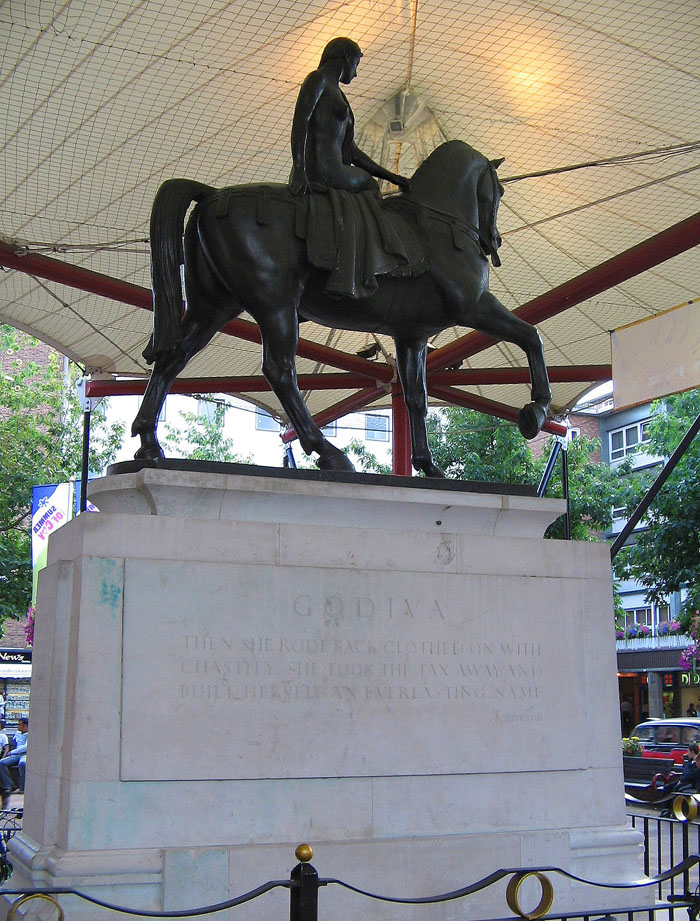
Estatua de Lady Godiva en Coventry.

Cuando la ambición se apoderó de su esposo, ella le pidió que rebajara sus impuestos. El conde accedió, pero con la condición de que lady Godiva recorriese Coventry a caballo, sin más vestidura que su largos cabellos. La dama así lo hizo, no sin antes acordar con sus vecinos que estos se encerrarían en sus casas para no perturbarla en su desnudez.
El día elegido Lady Godiva se paseó desnuda por el pueblo, montada en su caballo, mientras todos los vecinos de Coventry permanecían en sus casas encerrados y con las ventanas cerradas.
La leyenda, que según los historiadores podría estar basada en una historia real —al menos parcialmente—, finaliza aclarando que Leofric, conmovido por el gesto de su esposa, cumplió su promesa y rebajó los impuestos.

## El origen del «mirón»
Todos los ciudadanos se encerraron en sus casas, menos un sastre conocido más tarde como Peeping Tom (Tom el Mirón). Según la leyenda, el sastre no pudo resistir ver a su señora desnuda a través de un agujero en la persiana y se quedó ciego por ello. Además, la expresión pasó a designar en el idioma inglés a quien en español se llama mirón y en francés, voyeur.

## Bombones
Una de las marcas belgas de bombones de lujo más populares se llama Godiva Chocolatier en homenaje a esta figura histórica. Con los años, sus cajas doradas de bombones con el dibujo de la condesa desnuda se han convertido en un souvenir típico de Bélgica.

## Arte
El Herbert Art Gallery & Museum, situado en Coventry (Inglaterra), mantiene una exposición permanente sobre Lady Godiva. 
El cuadro más antiguo, cuyo autor es Adam van Noort, fue encontrado en la ciudad de Coventry en 1586. La pintura representa a una voluptuosa lady Godiva, desnuda sobre su caballo y cubriéndose con sus largos cabellos.
Otro de los cuadros de la colección se debe a John Collier, en 1897, y es quizá el más famoso de los que representan esta temática.

## Música
- En 1967, el dúo británico Peter and Gordon grabó el disco Lady Godiva.
- En 1968, la banda The Velvet Underground escribió una canción llamada «Lady Godiva’s operation» para su segundo álbum, White Light/White Heat.
- En 1978, un verso de la canción Don’t stop me now (‘no me detengas ahora’), del grupo británico de rock Queen, se hace referencia a la aristócrata británica: «I’m a racing car passing by, like lady Godiva» (soy un coche de carreras que pasa, como lady Godiva).
- En 2000, la banda Simply Red en su álbum It's only love incluía una canción llamada «Lady Godiva’s room» (la habitación de lady Godiva).
- En 2012, la cantante anglo-escocesa Jill Jackson hizo alusión a Lady Godiva en su canción «Getaway driver».
- En 2013, la banda alemana de melodic death metal Heaven Shall Burn ha usado esta obra como portada de su álbum Veto, dedicando una canción del álbum, «Godiva», a la figura de Lady Godiva.
- En 1992, la banda Mother Love Bone escribió la canción «Lady Godiva blues» para su álbum Mother love bone.
- En la canción de D’Angelo junto a Method Man y Redman, en la canción «Left & Right», se hace referencia a Lady Godiva.
- En la canción «Bilingual» del DJ y productor José Núñez con una participación en las voces de la cantante Taina se alude a Godiva.
- En la canción «Lydia, the tattooed lady» de la película Una tarde en el circo (1939), de los Hermanos Marx, la letra menciona a «Godiva, pero con pijama».
- En la canción Modern love de Peter Gabriel la letra dice «For Lady Godiva I came in cognito, the driver had stolen her red hot magneto».
- El cantante británico Alex Day escribió una canción que se llama Lady Godiva.

## Cine y televisión
- 1911: Lady Godiva, la primera película que cuenta esta historia, con Julia Swayne Gordon en el papel principal y producida por Vitagraph Company.
- 1949: The Ghost Talks, con Three Stooges; esta película corta es una parodia sobre la leyenda de Lady Godiva.
- 1955: Lady Godiva of Coventry, con Maureen O'Hara en el papel principal.
- 2004: La leyenda de Lady Godiva (Легенда о Леди Годиве), cortometraje de dibujos animados producido por los estudios Belarusfilm, con guion y dirección de Irina Kodiúkova (Ирина Кодюкова).[3]
- 2004: Charmed (Serie de Televisión). En el segundo capítulo de la séptima temporada (titulado "The Bare Witch Project") se narra una particular versión de la leyenda de Lady Godiva, según la cual el paseo a caballo de Godiva habría sido el germen de la liberación de la mujer en el mundo actual. El papel de Godiva fue interpretado por Kristen Miller.
- 2006: Lady Godiva.
- 2007: Lady Godiva: Back in the Saddle.
- 2008: Lady Godiva de Vicky Jewson.

## Literatura
Lady Godiva aparece como personaje o es nombrada en estas obras literarias:
- Godiva (1842), poema de Alfred Tennyson.
- Hereward the Wake (1865), novela de Charles Kingsley en la que Lady Godiva aparece como uno de los personajes.
- Mujeres enamoradas (Women in Love, 1916), novela de D. H. Lawrence.
- En El corazón (გული), poema de Galaktión Tabidze (en georgiano, გალაკტიონ ტაბიძე; en ruso, Галактион Табидзе), se hace mención de Lady Godiva.[4]
- En Boston (1928), novela de Upton Sinclair, se nombra a Lady Godiva.
- Las siete Lady Godivas: los hechos reales concernientes a la historia de la familia más desnuda (The Seven Lady Godivas: The True Facts Concerning History's Barest Family, 1939), novela corta ilustrada del Dr. Seuss.
- Kaputt (1944), novela de Curzio Malaparte.
- Ariel (1965), poema de Sylvia Plath.
- Nicotine, poema de  Ezra Pound.
- King Hereafter (1982), novela de Dorothy Dunnett (1923 - 2001), tiene a Lady Godiva como uno de los personajes.
- Inshalla (Insciallah, 1992), novela de Oriana Fallaci.
- Godiva: The Viking Sagas (Godiva: las sagas vikingas, 2004), novela de David Rose.
- Superman/Batman #20 (2005) tiene un villano llamado Godiva cuya desnudez es cubierta únicamente por su pelo.
- Godiva (2008), novela histórica de Nerys Jones, que murió mientras la obra estaba en imprenta; en el libro se cuentan los acontecimientos de 1042 que culminan con el nombramiento popular de Lady Godiva como heroína.
- Naked (2008), historia corta de Louise Hawes perteneciente al libro de relatos Black Pearls, A Faerie Strand.
- No Lady Godiva, poema de Charles Bukowski.
- Godiva en blue jeans, poema de María Victoria Atencia.
- En el capítulo 121 de Los Sorias, Alberto Laiseca hace referencia a Lady Godiva.